# Cataulacus porcatus
Cataulacus porcatus är en myrart som beskrevs av Carlo Emery 1899. Cataulacus porcatus ingår i släktet Cataulacus och familjen myror. Inga underarter finns listade.

## Bildgalleri

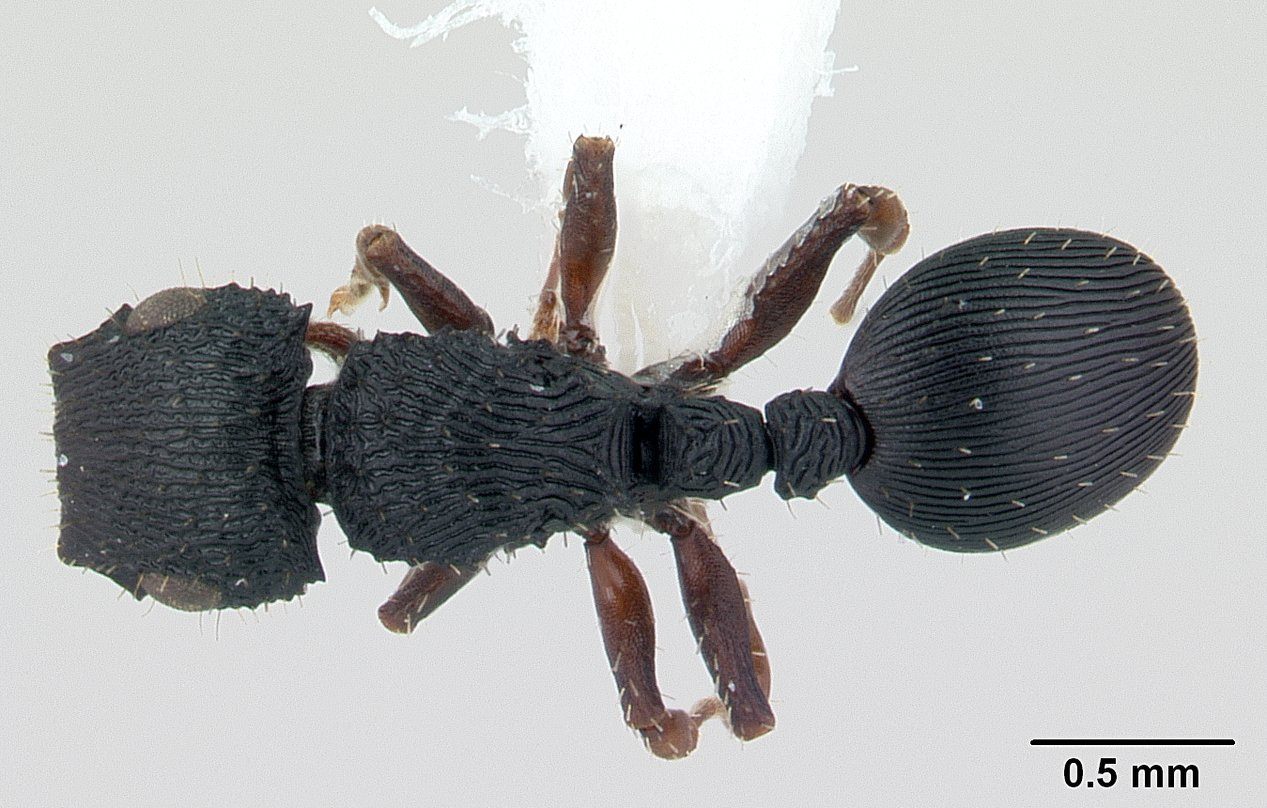
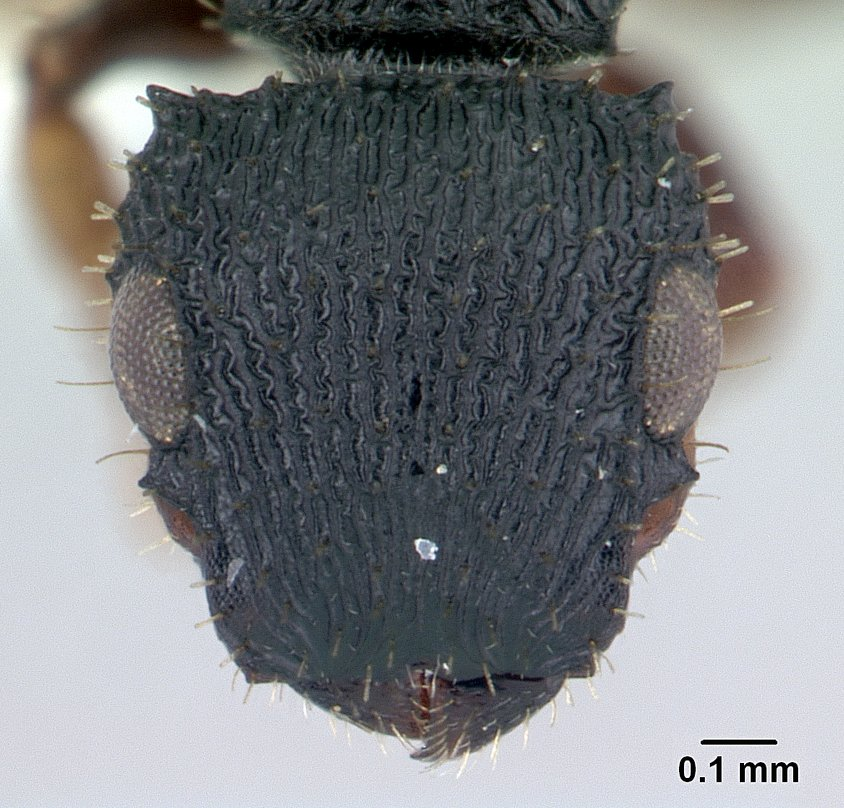
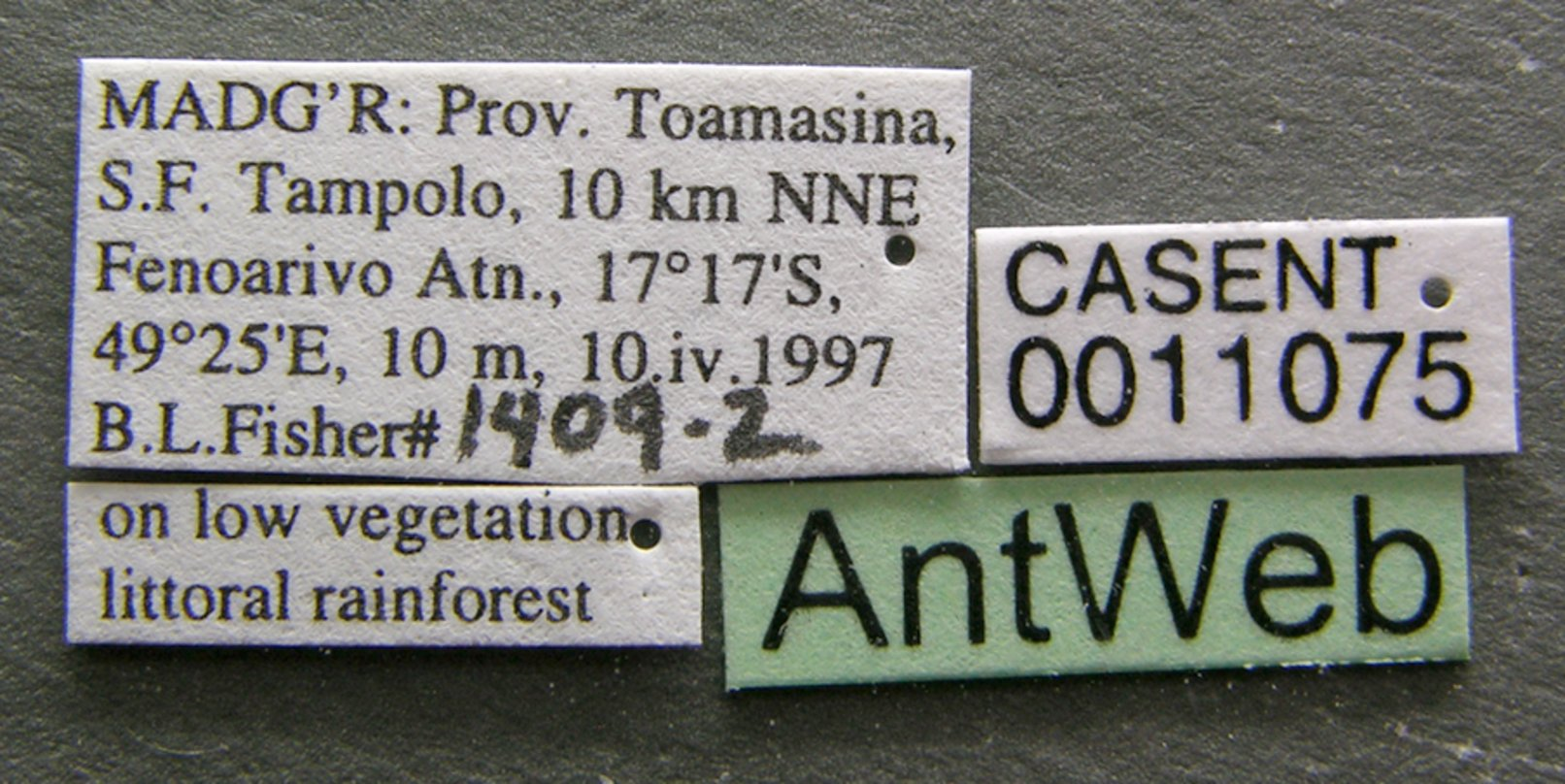
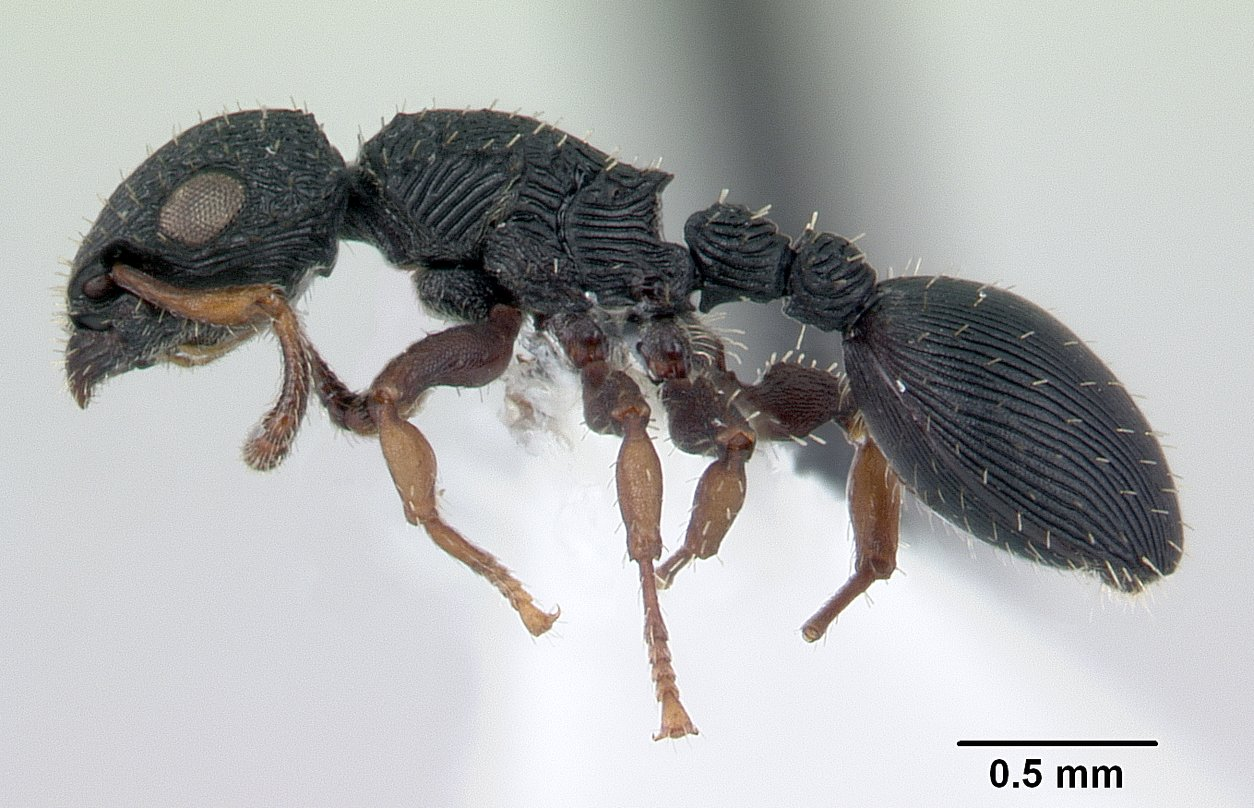
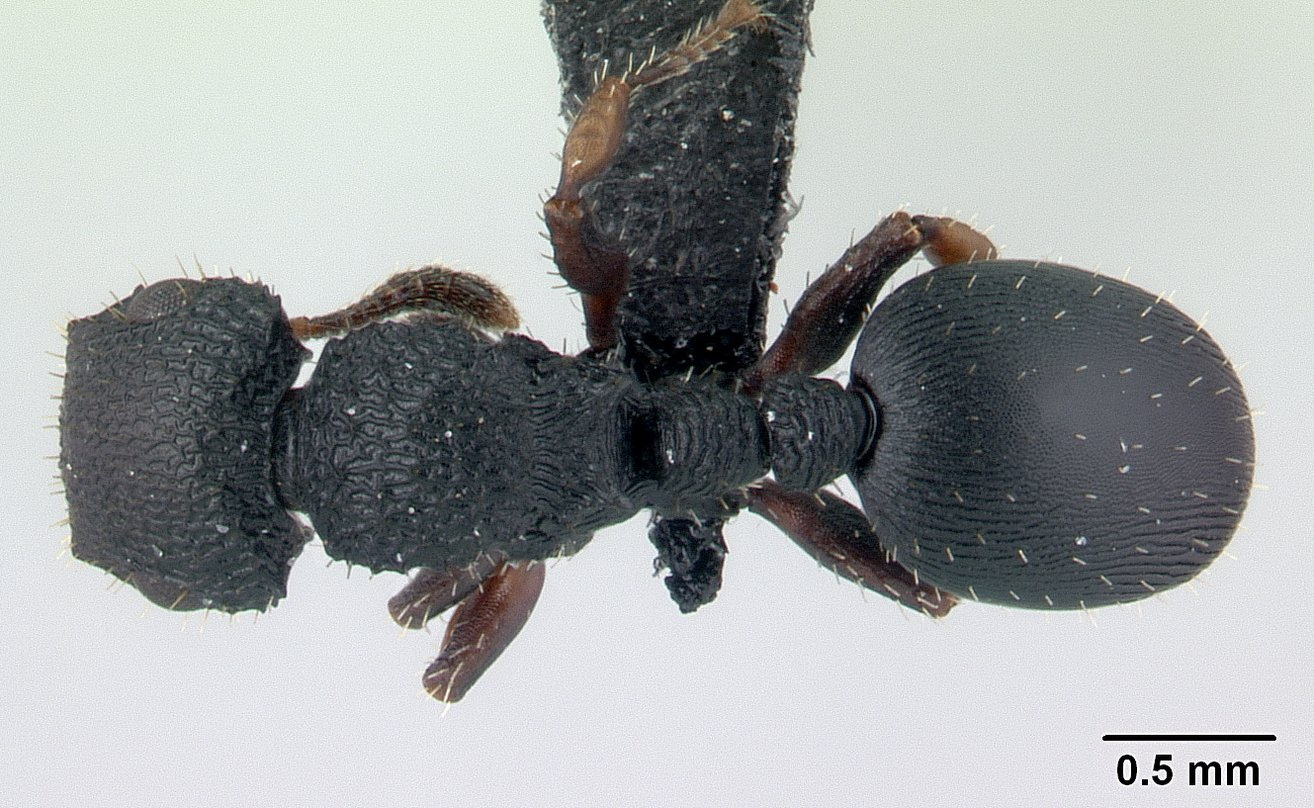
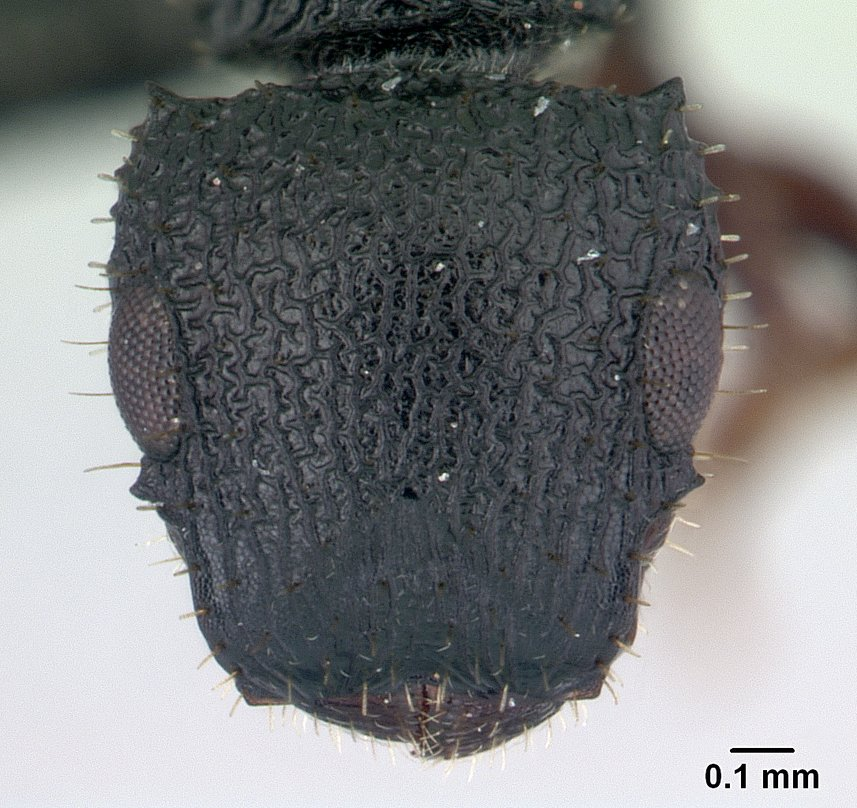